# Cahiracon
Cahiracon est un village en Irlande, situé dans le comté de Clare.

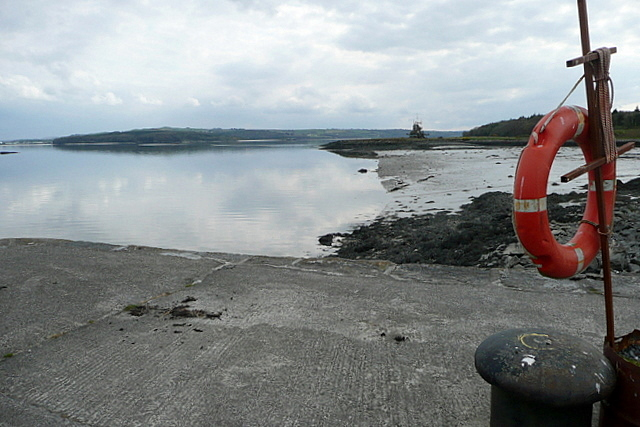
Quai à Cahiracon.